# Деэса (Мексика)
Деэса (исп. Dehesa) — небольшой город в юго-восточной части Мексики, на территории штата Веракрус. Входит в состав муниципалитета Акаюкан.

## Географическое положение
Деэса расположена в юго-восточной части штата, на расстоянии приблизительно 263 километров (по прямой) к юго-востоку от города Халапа-Энрикеса, административного центра штата. Абсолютная высота — 79 метров над уровнем моря.

## Население
Согласно данным, полученным в ходе проведения официальной переписи 2005 года, в городе проживало 3156 человек (1485 мужчин и 1671 женщина). Насчитывалось 657 домов. По возрастному диапазону население распределилось следующим образом: 46,2 % — жители младше 18 лет, 46,7 % — между 18 и 59 годами и 7,1 % — в возрасте 60 лет и старше. Уровень грамотности среди жителей старше 15 лет составлял 86,8 %.
По данным переписи 2010 года, численность населения Деэсы составляла 3534 человека. Динамика численности населения города по годам:
| 2000 | 2005 | 2010 |
| ---- | ---- | ---- |
| 3094 | 3156 | 3534 |